# Endeis straughani
Endeis straughani is een zeespin uit de familie Endeidae. De soort behoort tot het geslacht Endeis. Endeis straughani werd in 1970 voor het eerst wetenschappelijk beschreven door Clark. 